# دیرسک‌کایا (چیلدیر)
دیرسک‌کایا (به ترکی استانبولی: Dirsekkaya) یک منطقهٔ مسکونی در ترکیه است که در چیلدیر واقع شده‌است.